# Owczarek holenderski
Owczarek holenderski – rasa psa należąca do psów pasterskich i zaganiających, zaklasyfikowana do sekcji psów pasterskich (owczarskich). Typ wilkowaty. Podlega próbom pracy.

## Rys historyczny
We współcześnie znanej postaci owczarka holenderskiego hodowano w XVIII wieku, najliczniej na terenach Brabancji, Veluwe, t'Gooi oraz Drenthe. Rasa ta najczęściej pracowała z owcami pełniąc funkcje pastersko-zaganiające. Pierwsze pisemne opisy tego owczarka pochodzą z 1875 roku, z pozycji książkowej zatytułowanej „Beschreibung von Hunden und Prüfbuch mit Punkten”. Według zawartej w niej prezentacji owczarek holenderski niewiele różnił się od psów rasy schapendoes, a późniejsze prace nad powstaniem wzorca dopuszczały sześć odmian szaty. W kolejnych latach XX wieku doprecyzowano standard, tak aby nie zawężać bazy hodowlanej, jednocześnie realizując intencje Nederlanse Herdershonden Club dotyczące użytkowości.

## Wygląd

### Szata i umaszczenie
Ze względu na rodzaj włosa są wyodrębnione trzy odmiany owczarka holenderskiego: 
1. owczarek holenderski krótkowłosy (pręgowanie srebrne i złote),
2. owczarek holenderski szorstkowłosy (szary, sól z pieprzem lub ze złotym i srebrnym pręgowaniem)
3. owczarek holenderski długowłosy (pręgowanie srebrne i złote).

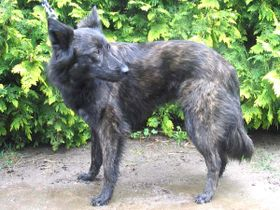
Owczarek holenderski - odmiana długowłosa

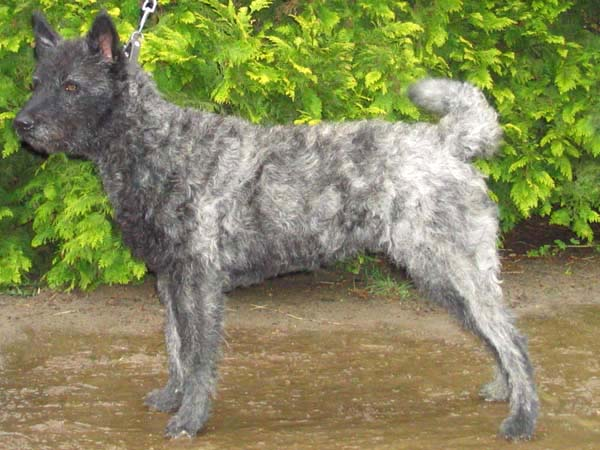
Owczarek holenderski - odmiana szorstkowłosa

## Charakter i zachowanie
Psy tej rasy są posłuszne i skore do nauki, opanowane i czujne. Są one tolerancyjne wobec innych zwierząt, akceptują dzieci.

## Użytkowość
Owczarki holenderskie należą do psów pracujących, wykorzystywanych w służbach celnych i policyjnych, także jako psy - przewodnicy. Hodowane są także jako psy rodzinne.

## Popularność
Wszystkie odmiany owczarka holenderskiego najczęściej spotykane są w Holandii, ale także tam rasa ta jest wypierana przez podobne do nich i bardziej popularne owczarki belgijskie oraz przez pełniącego takie same funkcje użytkowe jak owczarek holenderski - owczarka niemieckiego. Z wszystkich trzech odmian najrzadszą jest odmiana długowłosa owczarka holenderskiego.